# Saint-Genest-Malifaux
Saint-Genest-Malifaux je naselje in občina v jugovzhodnem francoskem departmaju Loire regije Rona-Alpe. Leta 2009 je naselje imelo 2.916 prebivalcev.

## Geografija
Kraj leži v pokrajini Forez znotraj naravnega regijskega parka Pilat, 15 km južno od Saint-Étienna. Na ozemlju občine izvira reka Semène, 46 km dolgi desni pritok Loare.

## Uprava
Saint-Genest-Malifaux je sedež istoimenskega kantona, v katerega so poleg njegove vključene še občine Le Bessat, Jonzieux, Marlhes, Planfoy, Saint-Régis-du-Coin, Saint-Romain-les-Atheux in Tarentaise z 8.622 prebivalci (v letu 2008).
Kanton Saint-Genest-Malifaux je sestavni del okrožja Saint-Étienne.

## Zanimivosti
- cerkev sv. Genezija,
- jez Barrage du Sapt na reki Semène.